# Gerhard Thomsen
Gerhard Thomsen (Hamburgo, 23 de junho de 1899 – Papendorf, 4 de janeiro de 1934) foi um matemático alemão, que trabalhou com geometria.
Obteve um doutorado em 1923 na Universidade de Hamburgo, orientado por Wilhelm Blaschke.
Foi palestrante do Congresso Internacional de Matemáticos em Bolonha (1928) e Zurique (1932).

## Obras
- Grundlagen der Elementargeometrie in gruppenalgebraischer Behandlung,  Hamburger Mathematische Einzelschriften 15, Leipzig, 1933.
- Über einen neuen Zweig geometrischer Axiomatik und eine neue Art von analytischer Geometrie, Mathematische Zeitschrift, Band 34, 1932, S. 668–720, Online
- Zum geometrischen Spiegelungskalkül, Mathematische Zeitschrift, Band  37, 1933, S. 561–565, Online
- Zur Differentialgeometrie im dreidimensionalen Raume, Jahresbericht DMV, Band 34, 1926, S. 131 Online